# Greyson Chance
Greyson Michael Chance (16 de agosto de 1997, em Wichita Falls, Texas) é um jovem cantor, compositor e pianista. Ganhou notoriedade por sua performance da música "Paparazzi" de Lady Gaga, uma de suas maiores inspirações, num festival musical de sua escola. Sua apresentação foi gravada e colocada no YouTube, onde recebeu, em questão de poucos dias, milhões de visualizações. Logo se tornou um popstar em toda a rede. Em setembro de 2011 a revista Billboard elencou os 21 astros da música mais bem sucedidos com menos de 21 anos. O ranking foi feito após análise de vendas e de presença nas paradas de singles e discos dos Estados Unidos entre 2010 e 2011. Greyson ficou de 15°.

## Vida pessoal
Greyson Chance reside em Edmond. Em maio de 2010 completou seu primeiro ano na 6ª série do Ensino Fundamental Cheyenne em Edmond, Oklahoma, no ano lectivo de 2009-2010. Greyson é o filho mais novo de Scott e Lisa Chance. Ele tem uma irmã Alexa e um irmão Tanner, que também é músico.

## Carreira musical
Greyson teve aulas de piano por 3 anos, mas nenhum treinamento vocal formal. Sua inspiração vem de Lady Gaga e da banda Augustana. Possui três composições próprias: "Stars" , "Broken Hearts" e "Sunshine and City Lights". Em agosto de 2011 lançou seu primeiro CD, denominado Hold on 'til the Night, com os singles Waiting Outside the Lines, Unfriend You, Hold on 'til the Night.Greyson também lançou o EP Truth Be Told mas só foi lançado na Ásia. No inicio de 2013 Greyson saiu da gravadora Interscope Greyson não disse o motivo. Em maio ele entrou pra gravadora Bill Silva a mesma gravadora do Jason Marz e Christina Perri, Greyson também está com um novo produtor Roy Beattle que já trabalhou com grandes estrelas como Demi Lovato, Eminem, Bruno Mars e Chris Brown. Greyson diz que está gravando um novo album que vai ter músicas bem diferentes de todas que ele já cantou.

### Aparições
- Em 13 de Maio de 2010, Greyson foi a The Ellen DeGeneres Show, onde tocou e cantou Paparazzi. Durante a sua aparição, ele recebeu um telefonema surpresa de Lady Gaga.
- Em 26 de Maio de 2010, Greyson retornou a The Ellen DeGeneres Show, onde cantou e tocou "Broken Hearts", de sua própria autoria. Nesta ocasião, em que recebeu um cheque no valor de 10 000 dólares e um novo piano, Ellen anunciou que abriria gravadora, e o álbum de Greyson seria seu primeiro projeto.
- No dia 27 de maio de 2010, Greyson participou de seu primeiro programa de rádio, no programa de Ryan Seacrest.
- No dia 28 de maio de 2010, Greyson apareceu no programa "10 on Top", na MTV.
- Greyson abriu os shows da Dancing Crazy Tour da cantora Miranda Cosgrove nos Estados Unidos.
- Greyson saiu em turnê com o cantor australiano Cody Simpson pelos Estados Unidos. A turnê foi chamada Waiting 4 U.
- Greyson apareceu na série So Random como convidado musical no dia 12 de junho.
- Greyson apareceu na série Raising Hope, na segunda temporada, como Jimmy pré-adolescente.

## Discografia

### EP
- 2010: "Waiting Outside the Lines"
- 2012: "Truth Be Told, Part 1"
- 2016: "Somewhere Over My Head"

### Álbum de Estúdio
- 2011: Hold on 'til the Night

### Singles
- 2010: "Waiting Outside the Lines"
- 2011: "Unfriend You"
- 2011: "Hold on 'til the Night"
- 2012: "Sunshine and City Lights"
- 2014: "Thrilla in manilla"
- 2015: "Meridians"
- 2016: "Back on the Wall"

## Turnês
- 2011: "Waiting 4 U Tour" (com o cantor Cody Simpson)
- 2012: "Asian Tour Concert Series"

## Prêmios e indicações
| Ano  | Prêmio                   | Categoria                    | Trabalho  | Resultado |
| ---- | ------------------------ | ---------------------------- | --------- | --------- |
| 2010 | Teen Choice Awards       | Estrela da Web               | Ele mesmo | Indicado  |
| 2011 | Hollywood Teen TV Awards | Artista Revelação do YouTube | Ele mesmo | Venceu    |